# Belutschistan-Maushamster
Der Belutschistan-Maushamster (Calomyscus baluchi) ist eine Nagetierart aus der Gattung und der Familie der Maushamster (Calomyscus, Calomyscidae). Er kommt im Osten und im Zentrum (Koh-e Baba-Gebirge) sowie im Norden von Afghanistan und im westlichen und nordwestlichen Pakistan (Norden von Belutschistan, Wasiristan und Khyber Pakhtunkhwa) vor.

## Merkmale
Der Belutschistan-Maushamster erreicht eine Kopf-Rumpf-Länge von 73 bis 97 mm, hat einen 63 bis 102 mm langen Schwanz und erreicht ein Gewicht von 15 bis 30 g. Die Hinterfußlänge liegt bei 18 bis 25 mm, die Ohren werden 16 bis 21 cm lang. Der Schädel ist 20,2 bis 23,6 mm lang (Condylobasallänge) und 11,2 bis 13,2 mm breit (Jochbogenbreite). Vom sehr ähnlichen Zagros-Maushamster (Calomyscus bailwardi) unterscheidet sich der Belutschistan-Maushamster vor allem durch kleinere Ohren und ein längeres Gaumenbeinfenster. Es wurden zwei Unterarten unterschieden, die sich durch die Fellfarbe unterscheiden, sandfarben bei der Nominatform Calomyscus b. baluchi und graubraun bei Calomyscus b. mustersi.

## Lebensraum und Lebensweise
Der Belutschistan-Maushamster bewohnt trockene Steppen und felsige Hänge in Höhen von 400 bis 3500 Metern über dem Meeresspiegel. Kleine Wälder in den Steppen weisen Bestände von Großfrüchtigem Wacholder (Juniperus macrocarpa) und der Pistazienart Pistacia khinjuk auf. Außerdem gibt es Wälder mit immergrünen Eichen (Quercus). In Talsohlen ohne größere Felsvorkommen fehlt die Art. Belutschistan-Maushamster ernähren sich vor allem von Eicheln und kleineren Samen, von denen sie auch größere Vorräte in ihren Erdbauen oder unter Steinen anlegen. Sie nutzen auch die Erdbaue der Persischen Rennratte (Meriones persicus). Belutschistan-Maushamster sind agile Tiere, die sich rasch laufend, kletternd und springend in ihrem von Felsen und Geröll geprägten Lebensraum bewegen können. In der wärmeren Jahreszeit sind sie ausschließlich nachtaktiv, bei kälterem Wetter nützen sie dagegen auch die frühen Morgenstunden und den Nachmittag für die Nahrungssuche und andere Aktivitäten. Gegenüber Temperaturen nahe dem Gefrierpunkt sind sie sehr empfindlich, halten aber keinen Winterschlaf. In Gefangenschaft schlafen Belutschistan-Maushamster aneinander gekuschelt und auch in freier Natur teilen sich mehrere Individuen denselben Bau. Der Belutschistan-Maushamster vermehrt sich in den wärmeren Monaten vom Frühjahr bis zum Spätherbst.

## Systematik
Der Belutschistan-Maushamster wurde 1920 durch den englischen Zoologen Oldfield Thomas als nah mit dem Zagros-Maushamster verwandte Art erstmals wissenschaftlich beschrieben. In späteren Revisionen der Gattung der Maushamster wurde er dem Zagros-Maushamster als Unterart zugeordnet. Im Jahr 1979 wurde der Belutschistan-Maushamster wieder zu einer eigenständigen Art, da er dem Zagros-Maushamster morphologisch sehr ähnlich ist, die Verbreitungsgebiete von Belutschistan- und Zagros-Maushamster aber durch das Verbreitungsgebiet einer morphologisch deutlich unterscheidbaren Art, des Hotson-Maushamsters (Calomyscus hotsoni), voneinander getrennt sind. Später wurde durch molekularbiologische Untersuchungen die Stellung des Belutschistan-Maushamsters als eigenständige Art bestätigt. Es werden zwei Unterarten des Belutschistan-Maushamsters unterschieden. Diese können durch molekularbiologische Untersuchungen jedoch nicht verifiziert werden. Der Belutschistan-Maushamster ist die Schwesterart des Zagros-Maushamsters oder des Hotson-Maushamsters und die drei Arten bilden zusammen eine südliche Klade innerhalb der Gattung Calomyscus.

## Status
Laut IUCN gilt der Bestand des Belutschistan-Maushamsters als nicht gefährdet (least concern). Die Tiere kommen in Pakistan auch in verschiedenen Schutzgebieten vor.

## Belege
1. 1 2 3 4  C. William Kilpatrick: Family Calomyscidae (Brush-tailed Mice) In: Handbook of the Mammals of the World. Volume 7: Rodents II. Lynx Edicions, Barcelona, 2017. ISBN 978-84-16728-04-6, S. 159.
2. ↑  Calomyscus baluchi in der Roten Liste gefährdeter Arten der IUCN 2017.1. Eingestellt von: Molur, S. & Nameer, P.O., 2016. Abgerufen am 19. November 2024.